# 63年グループ
63年グループ（Gruppo 63）は1963年にパレルモで結成された文学・美学グループの名称。命名はドイツの「47年グループ」に由来する。日本語では「グルッポ63」とも表記される。イタリア文学史上では「新前衛派」に属する。

## 概要
63年グループは、1950年代の伝統的モデルになお縛られていた文学作品に対し批判的な態度をとった若い知識人たちによって結成された。伝統的な枠組みを打ち壊し、ネオレアリズモの小説やエルメティズモの詩の書法に対して異を唱え、新しい表現形式の実験を試みようとする詩人、作家、評論家、学者などがこのグループに参加していた。参加者のなかには、ジョルジョ・マンガネッリ、エリオ・パリアラーニ、エドアルド・サングイネーティ、アントニオ・ポルタ、ナンニ・バレストリーニ、アンジェロ・グリエルミ、ルチアーノ・アンチェスキ、ウンベルト・エーコらがいた。
20世紀初頭の未来派を初めとする歴史的前衛運動ばかりでなく、マルクス主義的理念や構造主義的理論をも思い返させるこのグループは、しかし多くの前衛運動にみられるいわゆる「宣言」のような、一定の共通方針を持つことがなかった。それゆえしだいに意見の対立が鮮明化し、1968年の学生運動の渦へ吸収されるかたちで解散した。